# 太陽にほえろ!のエピソード一覧 (1976年9月 - 1978年12月)
太陽にほえろ!のエピソード一覧（たいようにほえろ!のエピソードいちらん）は日本テレビ系列で放送された『太陽にほえろ!』シリーズの放送タイトルである。ここでは全718話のうち、1976年9月10日から1978年12月29日までに放送された第217話から第335話までを記述する。
本記事以外のエピソードについては太陽にほえろ!#放送リストのリンクを参照。

## スコッチ&ボン刑事編
| 話数    | 放送日         | サブタイトル       | 脚本                       | 監督     | ゲスト |
| ------- | -------------- | ------------------ | -------------------------- | -------- | --- |
| 第217話 | 1976年 9月10日 | スコッチ刑事登場!  | 小川英 四十物光男          | 竹林進   | 矢島明子：木村理恵 宮本弘子：津田京子 中岡進：北條清嗣 村上幹夫、伊藤健、佃文伍郎／セキトラ・カーアクション |
| 第218話 | 9月17日        | 殿下とスコッチ     | 長野洋                     | 小澤啓一 | 矢島明子：木村理恵 梶川進：斉藤真 松山綾子：小野ひずる、中尾：矢野間啓二 たいら荘住人：松浪志保、岡本ひろみ、池田武司、島英司、野村章平／セキトラ・カーアクション |
| 第219話 | 9月24日        | 誘拐               | 小川英 鴨井達比古          | 児玉進   | 矢島明子：木村理恵 宮田誠：田中明夫 宮田孝子：島田妙子、松山：金井進二、文江：東郷晴子／宮田信也：南条弘二 阿部：藤井つとむ、柴田：みやけみつる、高見恭子、関えつ子、高橋淳 湯浅順之、石橋幸、鳥井忍、関虎実、小林淳一、上地宝／セキトラ・カーアクション                                                   |
| 第220話 | 10月1日        | ジュンの復讐       | 小川英 四十物光男 田波靖男 | 竹林進   | 矢島明子：木村理恵 佐々木大造：岡田英次 茂木正造：川合伸旺 勝田：鹿内孝、岡部幸三：木村元 警察幹部：西田昭市、岩城和男、佐々木の部下：別所立木、秋元羊介、直木悠／セキトラ・カーアクション、マエダ・オートクラブ 三上順（声のみ）：勝野洋                                                                  |
| 第221話 | 10月8日        | 刑事失格!?         | 小川英 杉村のぼる          | 小澤啓一 | 矢島明子：木村理恵 本庁査問委員長：神山繁 沼田利夫：長塚京三 本庁査問委員：西田昭市、本庁査問委員：幸田宗丸、喫茶店店主：和久井節緒、滝の情報屋：田利之、勇駒水産新宿営業所主人：浅野進治郎 本庁査問委員：片山晃、稲川善一、小寺大介、中川明、萩原伸二、丸山周一：門脇三郎                                 |
| 第222話 | 10月15日       | 蝶                 | 小川英 柏倉敏之            | 児玉進   | 矢島明子：木村理恵 小森秀夫：織本順吉 西沢謙治：勝部演之 林孝一、大見川高行、戸井義孝：平島正一 久米俊悦、相原巨典、尾川竜馬／セキトラ・カーアクション、マエダ・オートクラブ |
| 第223話 | 10月22日       | あせり             | 小川英 杉村のぼる          | 竹林進   | 矢島明子：木村理恵 池田ひろみ：村地弘美 城西署刑事：中井啓輔、黒田：内田勝正、てる子：水沢有美 銀竜会組長：高杉玄、渡部真美子、富士アパート大家：里木佐甫良、「Hearts」店長：小沢忠臣 横瀬まち子、鳴海吾郎、山下和行、福山ひろし、小林智美                                                                 |
| 第224話 | 10月29日       | 保証人             | 小川英 長野洋              | 斎藤光正 | 矢島明子：木村理恵 大竹美穂：佐藤オリエ 大竹進：小野川公三郎 江崎：稲垣昭三、細井社長：井上和行、バスの老婆：原ひさ子 遠山耕一：増岡弘、島田彰、主婦：松風はるみ、松島真一、小林文隆 |
| 第225話 | 11月5日        | 疑惑               | 小川英 四十物光男          | 斎藤光正 | 矢島明子：木村理恵 倉田佳代：安田道代 及川光雄：森幹太、倉田良平：二瓶秀雄 菊地勇一、倉田一郎：松田洋治、城北署刑事：多田幸雄 黒沢：阿藤海、渡辺巌、倉田を射殺した男：吉中正一 |
| 第226話 | 11月12日       | 天国からの手紙     | 小川英 高階秋成            | 竹林進   | 矢島明子：木村理恵 松原昇：大出俊 松原文江：田村寿子 湯原社長：武藤英司、和田啓、神山卓三 久保田忠佑、高級クラブのママ：竹口安芸子、磯部智子、宇田郁馬、殿岡みえ子 |
| 第227話 | 11月19日       | CQ・CQ・非常通信!  | 小川英 四十物光男          | 竹林進   | 矢島明子：木村理恵 高山修：井上純一 沢木絢一：中田博久 中田幸子：梶原恵 河内署刑事：久保晶、高橋信子、中島公子、井熊典子／マエダ・オートクラブ |
| 第228話 | 11月26日       | 目撃者             | 小川英 中村勝行            | 澤田幸弘 | 矢島明子：木村理恵 岡本澄江：木内みどり 伊海田弘、田畑直：桜井克明、津田亜矢子、山田良介：椎谷建治 丹羽たかね、「サボテン」マスター：山西道広、エリナ商事社員（山田の上司）：重松収、「サボテン」バーテンダー：清水宏、山田貴光 岩名雅記、岡本雄造：鹿島信哉、酒井郷博、谷口久美子、叶杏子、原田妙子       |
| 第229話 | 12月3日        | 結婚               | 小川英 野瀬州              | 澤田幸弘 | 矢島明子：木村理恵 田口由紀江：沢田雅美 山部美智子：高林由紀子 片桐建：鍋谷孝喜、木村令子、川上大輔、江藤純一、バーテンダー：野瀬啓夫／高瀬ゆり、玉井ゆみ 池田政男：岸部シロー |
| 第230話 | 12月10日       | ピアノソナタ       | 桃井章                     | 竹林進   | 矢島明子：木村理恵 小暮裕子：金沢碧 桑田和男：門岳五郎 木暮の実母：由起艶子、伊藤理昭 倉沢満夫、高橋直美、ピアノ指導：高松緑 |
| 第231話 | 12月17日       | 孤独               | 峯尾基三                   | 竹林進   | 矢島明子：木村理恵 辻井勉：三ツ木清隆 辻井君子：栗田ひろみ 七曲署捜査三係刑事：池田鴻、関口篤、青葉中学校教諭：上田耕一、住職：福原秀雄 渡辺芳子、城北女子学園教師：龍のり子、聖真沙子、佐田淳郎、松島信一                                                                                                 |
| 第232話 | 12月24日       | 新しき友           | 桃井章                     | 澤田幸弘 | 矢島明子：木村理恵 竹中律夫：森川正太 森次和彦：柿沼真二、正子：宇田川智子 新井武宣、野路きくみ 加川三起、上地宝、矢追販売所所長：門脇三郎／セキトラ・カーアクション、マエダ・オートクラブ |
| 第233話 | 1977年 1月7日  | 狙撃               | 小川英 鴨井達比古          | 澤田幸弘 | 矢島明子：木村理恵 堀田警部：放駒清一（元 竜虎） マリア：関谷ますみ、高木俊一：染谷久男、遠藤行正：小笠原弘 某国副首相：有馬昌彦、リン・シャオ：森大河、運転手（殺し屋）：佐藤京一 森正親、狙撃手：新海丈夫、殺し屋：戸塚孝、井口義亮、イクバル・ハニフ、カール・アッサム                                  |
| 第234話 | 1月14日        | おさな子           | 小川英 高階秋成            | 児玉進   | 矢島明子：木村理恵 九条浩：松山省二 栗林キヨ：赤木春恵 森正造：河村弘二、善さん：兼本新吾、小熊恭子、吉沢謙一：相原巨典 山村隆：小椋基広、久本昇、駒ヶ嶺病院受付：松島暘子、記平佳枝、石崎洋光、花城隆 |
| 第235話 | 1月21日        | 刑事の娘が嫁ぐとき | 小川英 四十物光男 田波靖男 | 児玉進   | 矢島明子：木村理恵／野崎康江：西朱実、野崎良子：井岡文世、野崎俊一：石垣恵三郎 桜木巡査：峰竜太 桜木とも子：結城しのぶ 及川三郎：片桐竜二、池本俊夫：堀勝之祐、永田道彦：刈谷俊介、前沢猛：常泉忠通 千葉宏和、ビリヤード場の男：戸塚孝、秋山めぐみ、小島真理                                               |
| 第236話 | 1月28日        | 砂の城             | 小川英 柏倉敏之            | 竹林進   | 矢島明子：木村理恵 西条景子：倉野章子 川村真治：横光克彦、大内正巳：小沢重雄 根本好章、革ジャンの若者：上恭ノ介、貫井社長：山田禅二 コートの男：阿部六郎、大河内稔、山中一也 |
| 第237話 | 2月4日         | あやまち           | 長野洋                     | 竹林進   | 矢島明子：木村理恵 水沢昇：谷隼人 栗林友子：紀比呂子 七曲署捜査四係係長：勝部演之、及川：平松慎吾 青木和代、太田正三：団巌、高木真二、伊藤健、千歩憲生 |
| 第238話 | 2月11日        | 東京上空17時00分   | 小川英 櫻井一孝            | 櫻井一孝 | 西山署長：平田昭彦、矢島明子：木村理恵 倉田誠二：風間杜夫 斎村実：蜷川幸雄、尾倉：中村孝雄、石井あかり：美原圭子 斎村プロダクション関係者：日恵野晃、木元：井上博一、宮戸島浦津村派出所巡査：永井譲滋、大江徹 嶋田露美夫、竹之内啓喜、岩田博行、小島孝夫、中山一也、鈴木京子／ヘリコプター技術指導：中島精 |
| 第239話 | 2月18日        | 挑発               | 小川英 杉村のぼる          | 児玉進   | 矢島明子：木村理恵 長尾：富川澈夫 中野拘置所の囚人：東条貴誉嗣、「ゼエロン」ママ：田辺節子 柳沢紀男、中野拘置所所長：入江正徳、村上幹夫 ママに絡んだチンピラ；久米俊悦、門脇三郎、材木屋主人：加藤茂雄、矢野宏                                                                                             |
| 第240話 | 2月25日        | 木枯しの中で       | 桃井章 小川英              | 児玉進   | 矢島明子：木村理恵 西岡善太郎：有島一郎 林田武夫：清川新吾、根岸の同僚：矢田稔、米沢正：水谷邦久、世樹まゆ子 根岸夫人：渡辺知子、食堂の常連客：和久井節緒、島田彰、谷口久美子 丸山詠二、風間：小坂生男、星野亘、大里：大宮幸悦                                                                             |
| 第241話 | 3月4日         | 脅迫               | 小川英 杉村のぼる          | 竹林進   | 矢島明子：木村理恵 有田：石橋蓮司 松本治平：生井健夫、二見五郎：上野山功一、中山春雄：原田清人、安井治：藤井つとむ 原社長：富田仲次郎、浮浪者：丹古母鬼馬二、松本道子：信沢三恵子、和田一壮 橋本仙三、西沢武夫、スナックのママ：竹口安芸子、原真也、ミキ：中嶋香葉子                                       |
| 第242話 | 3月11日        | すれ違った女       | 小川英 高階秋成 鴨井達比古 | 竹林進   | 矢島明子：木村理恵 入江恵子：篠ヒロコ 道子：井上れい子、上条支店長：玉村駿太郎、石岡：大下哲矢 矢追信用金庫警備員：五藤雅博、渡部真美子、山本恵子、尾崎順子 太田黒武生、井上由起夫、望月賢一、叶杏子 |
| 第243話 | 3月18日        | その血を返せ       | 小川英 柏倉敏之            | 小澤啓一 | 西山署長：平田昭彦、矢島明子：木村理恵 新井秀雄：森下哲夫 立花：柳生博、、七曲中央病院長：和田啓 (声優) 新井の恋人：岡本麗、望月孝：柄沢英二、木の島静子、矢野宏 三沢もとこ、洋服店店員：松田茂樹、秋田秀子、堀田雅己／マエダ・オートクラブ                                                                |
| 第244話 | 3月25日        | さらば、スコッチ!  | 桃井章                     | 小澤啓一 | 西山署長：平田昭彦、矢島明子：木村理恵 北島敏子：夏純子 宮下則夫：池田秀一、磯村恵子：桂木梨江 倉田良平（回想）：二瓶秀雄、犯人：兼松隆、倉田を射殺した男：吉中正一、医師：大山豊 高橋義治、大島光幸、渡辺巌、深雪けい子／セキトラ・カーアクション、マエダ・オートクラブ                                   |

## ボン刑事編
| 話数    | 放送日  | サブタイトル         | 脚本                       | 監督     | ゲスト |
| ------- | ------- | -------------------- | -------------------------- | -------- | --- |
| 第245話 | 4月1日  | 刑事犬対ギャング犬   | 小川英 四十物光男 田波靖男 | 竹林進   | 矢島明子：木村理恵 山中：下塚誠 井沢：中田浩二、青沼：梅野泰靖 出光興産若葉町給油所従業員：井上三千男、警察犬訓練士：木野本良一（木之元亮テスト出演）、井沢の部下：大浜詩郎、ソシアルビル警備員：小沢忠臣 三浦伸六、山本武 (俳優)、井沢の部下：森岡隆見、川崎真子／ジュン号：ジーゲリン・ハディラ・フォン・ヒンメルブラウ、ブラック号：エデラ・ホム・ハウス・トウキュウ |
| 第246話 | 4月8日  | 赤ちゃん             | 小川英 四十物光男 丸田勉   | 竹林進   | 矢島明子：木村理恵 村岡房江：浜美枝 吉永康夫：兼本新吾、麻薬組織の男：木村元、麻薬捜査官：金井進二、木内民男：椎谷健治 香川リサ、吉永夫人：前沢保美、昭和寝具社員：内藤栄造、松島真一、山中清：相原巨典 麻薬組織の男：別所立木、原夫人：龍のり子、警官：望月賢一、麻薬捜査官：鹿島信哉、西沢武夫、石川真子                                                              |
| 第247話 | 4月15日 | 家出                 | 小川英 杉村のぼる          | 斎藤光正 | 谷俊：小山田宗徳、谷春雄：野瀬哲男 「命の電話」係員の声、七曲署巡査：石田太郎、根本好章、下村陽子：立枝歩 久保田忠佑、紡績工場長：西川敬三郎、伊東しず子、 中村万里、岩田博行、小島孝夫、竹之内啓喜、大竹義夫 |
| 第248話 | 4月22日 | ウェディング・ドレス | 小川英 四十物光男          | 斎藤光正 | 野崎康江：西朱実、野崎良子：井岡文世、野崎俊一：石垣恵三郎／矢島明子：木村理恵 市村進：柴俊夫 古川圭：高木門、石田(筧)光子：新海百合子 坂口屋ドライブイン支配人：鈴木泰明、飯塚彰 藤竹修、刀原章光、久本昇 |
| 第249話 | 4月29日 | 嘘                   | 小川英 四十物光男          | 竹林進   | 中岡玲子：梶三和子 戸田真一：三景啓司 藤堂博、緒方雪江：皆川妙子、笠井徹夫：松本伊佐武、江口：堀礼文 丹羽たかね、野田一生、吉中正一、大島光幸 |
| 第250話 | 5月6日  | 民芸店の女           | 小川英 柏倉敏之            | 竹林進   | 野間美保：上村香子 笠山浩一：小笠原弘、楓マンション管理人：松尾文人、直木悠、中村保 和田明美、千歩憲生、三沢もとこ、沢野井家具製作所社長：門脇三郎 自動車修理工場長：永谷悟一、柚木恒子、ビル警備員：吉田太門、三沢憲治、鑑識課員：久米冬太 |
| 第251話 | 5月13日 | 辞表                 | 小川英 杉村のぼる          | 吉高勝之 | 矢島明子：木村理恵 武井洋子：麻丘めぐみ 井沢保：木村四郎 大島和雄：石山雄大、松井次郎：新井一夫 田中正彦、上地宝、沢柳迪子／セキトラ・カーアクション |
| 第252話 | 5月20日 | 鮫島結婚相談所       | 長野洋                     | 澤田幸弘 | 矢島明子：木村理恵 鮫島勘五郎：藤岡琢也 鮫島玉枝：北あけみ 筒井健治：大和田獏、柏木信子：鈴鹿景子、梶田幸夫：清水のぼる 久保田忠佑、中島秀夫、麻ミナ、大山豊、星一／マエダ・オート・クラブ |
| 第253話 | 5月27日 | 生きがい             | 小川英 高階秋成            | 澤田幸弘 | 西本刑事：寺尾聰 西本夫人：中島ゆたか、清水：大丸二郎 宮沢礼二：みやけみつる、牧れいか、安宅鉄工工場長：福原秀雄、津上刑事：多田幸男 杉原刑事：入江正徳、中里毅：庄司三郎、上田巡査：相原巨典、安井真樹子 |
| 第254話 | 6月3日  | 子連れブルース       | 播磨幸治                   | 木下亮   | 秋月政雄：東野英心 権藤昇平：加藤武 佐々木：遠藤征慈、井原卓也：磯村健治、橋本菊子 永田博文、牧田芳太郎：邦創典、三沢もとこ、宮里貴彦 |
| 第255話 | 6月10日 | 本日多忙             | 小川英 杉村のぼる          | 木下亮   | 野崎康江：西朱実、市村良子：井岡文世、野崎俊一：石垣恵三郎／矢島明子：木村理恵 滝沢純子：伊佐山ひろこ、高原：橋爪功 猟銃乱射犯：蟹江敬三、瀬戸山秀樹、広田孝二：上恭之介 中島公子、クリーニング店店主：大山豊、小寺大介、少年の母親：金子勝美、アパート大家：和久井節緒 白川孝一、藤井智憲、丸山詠二、北街保夫、鑑識課員：久米冬太                                      |

## ボン&ロッキー刑事編
| 話数    | 放送日         | サブタイトル           | 脚本                       | 監督     | ゲスト |
| ------- | -------------- | ---------------------- | -------------------------- | -------- | --- |
| 第256話 | 1977年 6月17日 | ロッキー刑事登場!      | 小川英 四十物光男          | 竹林進   | 矢島明子：木村理恵 金井大 高橋英郎、小杉治、新井和夫、永井玄哉 里木佐甫良、叶杏子、山本武、竹内靖 セキトラ・カーアクション、マエダ・オートクラブ、オートバイスタント:萩前弘信／ジャパン・アクションクラブ |
| 第257話 | 6月24日        | 山男                   | 小川英 長野洋              | 竹林進   | 矢島明子：木村理恵 富川澈夫 三上左京、小倉雄三、野口元夫、大村千吉 和田一荘、平島正一、竹口安芸子、宮沢芳春。岸野一彦 加藤茂雄、門脇三郎、大宮幸悦、井口義亮、志村幸江 |
| 第258話 | 7月1日         | 愛の追憶               | 桃井章                     | 斎藤光正 | 矢島明子：木村理恵 村地弘美、角野卓造 井上和行、松田茂樹 野呂圭介、松波志保、岸本功 白木由美、岩瀬裕美、丸岡晴久、鹿島信哉 セキトラ・カーアクション |
| 第259話 | 7月8日         | 怪物                   | 小川英 四十物光男 胡桃哲   | 斎藤光正 | 矢島明子：木村理恵 葉山葉子 河原崎長一郎、内田稔、小松方正 河村弘二、渡辺芳子、入江正徳、市東昭秀 岩城和男、村上幹夫、戸川暁子、大矢兼臣 |
| 第260話 | 7月15日        | 宝くじ                 | 小川英 杉村のぼる          | 吉高勝之 | 矢島明子：木村理恵 片岡五郎 小瀬格、川端慎二、森大河、稲吉靖司 江藤純一、岡崎夏子、尾崎順子、北山年夫 セキトラ・カーアクション |
| 第261話 | 7月22日        | 偽証                   | 小川英 鴨井達比古          | 吉高勝之 | 矢島明子：木村理恵 浜畑賢吉 谷岡弘規、梶原恵、 高木二朗、柳沢紀男、中田彩子、新井武宣 小林文隆、村国守平、大坪絹子、佐々木裕子、イクバル・ハニフ セキトラ・カーアクション |
| 第262話 | 7月29日        | 誇り高き刑事           | 小川英 うどふみこ          | 竹林進   | 矢島明子：木村理恵 下元勉 織本順吉、柿沼真二、平松慎吾 福原秀雄、町田博子、井上三千男、福岡正剛、木下陽夫 市川千恵子、布施幸代、稲川善一、市川勉、白川孝一 |
| 第263話 | 8月5日         | 罠                     | 小川英 柏倉敏之            | 竹林進   | 矢島明子：木村理恵 久富惟晴 増田佳子、山本廉、里木佐甫良、山田貴光 伊藤健、猪野剛太郎、近松敏夫、進藤幸 大田黒武生、鹿島信哉、渡辺巌、大峰順二、荒瀬寛樹 |
| 第264話 | 8月12日        | 撃てなかった拳銃       | 小川英 四十物光男          | 木下亮   | 矢島明子：木村理恵 清水章吾 嶋めぐみ、清水のぼる 森田はるか、山下勝世、中島元、柄沢英二、小梅とよ子 |
| 第265話 | 8月19日        | ゴリ、爆発!            | 播磨幸治                   | 木下亮   | 矢島明子：木村理恵 三ツ木清隆 樋浦勉、北条清嗣 浜田寅彦、阿部希郎、桑山正一 東條貴誉嗣、辻伊万里、大山豊、西条美波 |
| 第266話 | 8月26日        | 逃亡者                 | 小川英 山崎巌              | 竹林進   | 矢島明子：木村理恵 倉野章子 橋爪功 永井譲滋、高原駿雄、加藤和夫 関虎実、デビット・フリーマン、根元好章、広城さよ セキトラ・カーアクション |
| 第267話 | 9月9日         | 追跡者                 | 小川英 長野洋              | 竹林進   | 矢島明子：木村理恵 倉野章子 橋爪功 永井譲滋、西田昭市、加藤和夫 デビット・フリーマン、森邑翔、山本武 セキトラ・カーアクション |
| 第268話 | 9月16日        | 偶然                   | 中村勝行                   | 小澤啓一 | 矢島明子：木村理恵 村井国夫 日恵野晃、五藤雅博、保積春大 小澤忠臣、阿部六郎、宮坂正則、工藤美智子 日笠潤一、石島泰介、町田幸夫、加藤茂雄、永谷悟一 |
| 第269話 | 9月23日        | みつばちの家           | 小川英 柏倉敏之            | 小澤啓一 | 矢島明子：木村理恵 加藤嘉 山西道広、上恭ノ介、剣持伴紀、中村孝雄 日野道夫、原ひさ子、福地悟朗、岡崎夏子、飯田テル子、高杉哲平、近松敏夫 若尾義昭、安藤雅之、荻野三枝子、三上ひろみ、広田正光、笠井心 |
| 第270話 | 9月30日        | 殿下とライオン         | 小川英 高階秋成            | 小澤啓一 | 矢島明子：木村理恵 中条静夫 島村佳江、中真千子、池田鴻、由起艶子 福岡正剛、伊東しず子、三田村賢二、相沢治夫、幸田宗丸 たうみあきこ、袖木悦子、佐々木裕子、中島元、小寺大介、海原俊介、氷室浩二 |
| 第271話 | 10月7日        | 警察犬ブラック         | 小川英 四十物光男          | 櫻井一孝 | 矢島明子：木村理恵 西田健、矢吹渡 小林重四郎、三上剛 ジュン：ハディーラ・ホム・ヒンメルブラウ ブラック：エデラ・ホム・トウキュー レオ：エレホン・トウキュー |
| 第272話 | 10月14日       | 秘密                   | 小川英 杉村のぼる          | 櫻井一孝 | 矢島明子：木村理恵 高沢順子 金井大、柳沢紀夫、丹古母柚鬼馬二、柳沢紀夫、野呂圭介 町田博子、富田浩太郎、菊池勇一、紺あき子 中島公子、柿崎純子、丸山詠二、三沢もと子、沢柳迪子 |
| 第273話 | 10月21日       | 逆恨み                 | 小川英 長野洋              | 竹林進   | 矢島明子：木村理恵 金子信雄 剛達人 清水のぼる、市東昭秀、野口真 常泉忠通、岸井あや子、村上幹夫、岡田裕司、松尾文人 セキトラ・カーアクション |
| 第274話 | 10月28日       | 帰って来たスコッチ刑事 | 小川英 杉村のぼる          | 竹林進   | 滝隆一：沖雅也 矢島明子：木村理恵 遠藤征慈、中田博久 佐々木一哲、久保田忠佑、兼松隆、吉田太門／武田倫一、富田祐一 高橋信子、井手均、岩城和男、小島孝夫、山口譲／セキトラ・カーアクション |
| 第275話 | 11月4日        | 迷路                   | 小川英 中村勝行            | 木下亮   | 早瀬令子：長谷直美 矢島明子：木村理恵 平松慎吾、上田忠好 梶哲也、安原義人、辻村真人、多田幸雄 八代駿、峰恵研、村越伊知郎、山下啓介、石井章雄／セキトラカー・アクション |
| 第276話 | 11月11日       | 初恋                   | 播磨幸治                   | 木下亮   | 矢島明子：木村理恵 大竹しのぶ 岡田英次 片桐夕子 幸野直樹、青木和代、大曲えり子、大村真利枝、高松政雄 |
| 第277話 | 11月18日       | 身代り                 | 小川英 杉村のぼる          | 山本迪夫 | 山本亘、下条正巳、小栗一也、灰地順、井上三千男、長島隆一、古川ロック、相沢治夫、田中筆子、高橋園美、佐野光洋、久米俊悦、紺あさ子、狩奈亜未、館野玲、村上幹夫 |
| 第278話 | 11月25日       | 刑事嫌い               | 小川英 四十物光男          | 山本迪夫 | 江幡高志/袋正、八木隆、小笠原弘、山科志子、杉浦光郎、槙ひろ子、野村光絵、宇乃壬麻、高杉哲平、大山豊、山本恵子 |
| 第279話 | 12月2日        | 愛と怒り               | 小川英 長野洋              | 木下亮   | 立枝歩、神田隆、田口計、阿部六郎、津田亜矢子、上野綾子、中島公子、山本寛、小池幸次、名塚新也、草間璋夫、熊谷卓三、久本昇、吉中正一、中村文弥、藤原隆雄、岩下純三 |
| 第280話 | 12月9日        | 狼                     | 小川英 柏倉敏之            | 木下亮   | 早瀬令子：長谷直美/西沢利明、北村総一朗、富川澈夫、大池育子、内田稔、橋本菊子、霧島八千代、萩原竹夫、三上ひろみ、相原巨典、別所立木、小林淳一、佐々木裕子 |
| 第281話 | 12月16日       | わかれ道               | 小川英 田波靖男 安斉あゆ子 | 小澤啓一 | 矢島明子：木村理恵 野崎康江：西朱実、市村良子：井岡文世、野崎俊一：石垣恵三郎 市村進：柴俊夫 柴田侊彦、森幹太 矢野間啓二、高杉玄、寄山弘、磯部稲子／照内敏晴、下村節子、小寺大介、米津高明 |
| 第282話 | 12月23日       | 婚約指輪               | 小川英 うどふみこ          | 小澤啓一 | 矢島明子：木村理恵 島京子：中田喜子 渡辺知子、矢田稔、椎谷建治 根本好章、本田博太郎、三浦伸六、神山卓三／金子勝美、川畑恵子 秋野大作 |
| 第283話 | 12月30日       | 激突                   | 小川英 四十物光男          | 竹林進   | 早瀬令子：長谷直美 矢島明子：木村理恵 河原崎健三 信沢三恵子、明石勤、増岡弘 徳弘夏生、関口篤、酒井郷博、山本恵子、戸塚孝／マエダ・オートクラブ、福田しん |
| 第284話 | 1978年 1月6日  | 正月の家               | 小川英 田波靖男 安斉あゆ子 | 山本迪夫 | 矢島明子：木村理恵 山本紀彦、柴田恭兵 川辺久造、金井進二 川代家継、武藤英司、二見忠男 津賀有子、館野玲、鈴木敏彦、吉中正一／劇団ひまわり |
| 第285話 | 1月13日        | 母の香り               | 桃井章                     | 山本迪夫 | 岩崎加根子/神山寛、兼本新吾、野中マリ、桧よしえ、内藤栄造、沖順一郎、玉井ゆみ、小村哲生、渡辺芳子、刀原章光 |
| 第286話 | 1月20日        | 悪意                   | 小川英 杉村のぼる          | 竹林進   | 川端慎二/沢田情児/藤江喜幸、佐々木一哲、邦創典、加藤茂雄、井口義亮、武田倫一、新井一夫、福田しん |
| 第287話 | 1月27日        | ある娘                 | 小川英 柏原寛司            | 木下亮   | 原田美枝子、久米明、原田清人、西本裕行、西川敬三郎、和泉喜和子、中島元、手塚敏夫、芳良子、千葉茂、小坂生男、大島光幸 |
| 第288話 | 2月3日         | 射殺                   | 長野洋                     | 木下亮   | 内藤武敏、稲葉義男、文野朋子、石山雄大、森大河、北川陽一郎、相原巨典、稲川善一、宮沢芳春、伊木久美子、谷山三朗、池守佐千彦 |
| 第289話 | 2月10日        | 殿下と少年             | 小川英 大山のぶ代          | 櫻井一孝 | 片岡五郎、井上博一、伊東平山、伊豆肇、村田正雄、青木文武、久米冬太、石橋幸、真田五郎、大峰順二、戸塚孝、井口義亮、石崎洋光、西内彰 |
| 第290話 | 2月17日        | 執念                   | 小川英 桃井章              | 山本迪夫 | 矢島明子：木村理恵、山村高子：町田祥子 垂水悟郎 大野木克志、山本昌平、松下達雄、直木悠 矢吹浩、桑原一人、浦信太郎、松田洋治／三沢もとこ、金子勝美 永田博文、大田黒武生、岩田博行、中嶋秀生／伊奈貫太、石崎洋光、鈴木実 |
| 第291話 | 2月24日        | トラック刑事           | 小川英 柏倉敏之            | 櫻井一孝 | 川地民夫、結城しのぶ、山田禅二、久遠利三、山本廉、大浜詩郎、青木和代、大坪日出代、松尾文人、伊藤健、野村光絵、伊庭隆、山田登是、伊奈かっぺい、牧良介 |
| 第292話 | 3月3日         | 一流大学               | 小川英 田波靖男 安斉あゆ子 | 竹林進   | 早瀬令子：長谷直美 矢島明子：木村理恵／野崎康江：西朱実、野崎俊一：石垣恵三郎 佐々木勝彦 生井健夫、信実恭介、東条きよし、津野哲郎 久米俊悦、入江正徳、大木史朗、小海とよ子／黒田英彦、白井孝幸、舟木浩行 |
| 第293話 | 3月10日        | 汚れなき殺人者         | 中村勝行                   | 竹林進   | 坪田直子、みやけみつる、奥村公延、西沢武夫、小倉雄三、三上剛、村上幹雄、照内 敏晴、星一、峰洋子、平山順子、越谷文博 |
| 第294話 | 3月17日        | 逮捕                   | 小川英 杉村のぼる          | 山本迪夫 | 浜田光夫、小杉勇二、園田裕久、五藤雅博、下村節子、三浦伸、伊海田弘、中村万里、小林かほり、若尾義昭、小島孝夫、津賀有子、由留佐有映、大矢兼臣、酒井郷博、石川隆昭 |
| 第295話 | 3月24日        | 二つの顔の男           | 塩田千種 小川英            | 木下亮   | 柳川慶子、梅野泰靖、根岸とし江、今福正雄、山本清、灰地順、九重ひろ子、大村千吉、宮沢元、伊東千恵子、猪野剛太郎 |
| 第296話 | 3月31日        | ミスプリント           | 小川英 中村勝行            | 木下亮   | 早瀬令子：長谷直美 矢島明子：木村理恵 永井智雄、桜井克明 横森久、松木聖、宗近晴見、伊東しず子 下川江那、高橋美恵子、篠田薫、井上文夫、市川勉 |
| 第297話 | 4月7日         | ゴリ、爆走!            | 小川英 柏原寛司            | 山本迪夫 | 佐藤慶、山西道広、清水のぼる、柄沢英二、山路和弘、東大二朗、秋谷陽子、相原巨典、小笠原弘、草薙良一、若林敦子、松田茂樹、岩田博行、島英二、大田黒武生、沙川ともこ、小坂生男 |
| 第298話 | 4月14日        | われら七曲署           | 小川英 四十物光男          | 山本迪夫 | 大出俊、土屋靖雄、上野山功一、森山周一郎、富田浩太郎、田中幸四郎、船戸伸二、市東昭秀、海原俊介、岡本政子、大浦万丈、三重街恒二、吉中正一、萩原紀、君塚正純 |
| 第299話 | 4月21日        | ある出逢い             | 小川英 畑嶺明              | 竹林進   | 矢島明子：木村理恵 三好恵子：香野百合子 武内亨、宮田真、信太信 福原秀雄、和泉喜和子、山下巌 豊田喜良、広田雅美、本田淳子、増田壮太郎、峯岸秀憲／劇団ひまわり |
| 第300話 | 4月28日        | 男たちの詩             | 小川英 四十物光男          | 竹林進   | 滝隆一：沖雅也 柴田たき：菅井きん、矢島明子：木村理恵 吉田太門、新井和夫、菊地勇一、八名信夫 藤田康之、多宮健二、加地健太郎、福中康治、三上剛 島村卓志、津賀有子、柚木悦子、満山恵子、伊波京子／ハデエィラー・V・シンメルブラウ号、マエダ・オートクラブ |
| 第301話 | 5月5日         | 銀河鉄道               | 小川英 塩田千種            | 木下亮   | 水野哲、渥美国泰、高原駿雄、本山可久子、川上夏代、柳沢紀男、木島久嗣、和甲拓 |
| 第302話 | 5月12日        | 殺意の証明             | 小川英 四十物光男          | 木下亮   | 三浦浩一、新海百合子、内藤栄造、金内喜久夫、小林尚臣、大矢甫、松澤重雄、酒井宣行、林実、古河茂樹、野口俊和 |
| 第303話 | 5月19日        | お人好し               | 小川英 四十物光男          | 山本迪夫 | 峰竜太、田中浩、沖田駿一、椎谷建治、田中えりか、会田由来、大矢兼臣、門脇三郎、小坂生男、伊奈貫太、石橋洋光、星野晃 |
| 第304話 | 5月26日        | バスジャックの日       | 小川英 柏倉敏之            | 山本迪夫 | 川谷拓三、団巌、日高ゆりえ、山火研、富田祐一、神山卓三、福田しん、山口譲、吉中正一、八木昌子、神山寛、片山真由美、原ひさ子、西田昭市、青木和代、井原啓介、常泉忠通、久保田忠佑、高橋信子、笠原恭子、渡辺典子、加藤康子、升本泰造、マエダ・オートクラブ |
| 第305話 | 6月2日         | 勲章                   | 小川英 高階秋成            | 竹林進   | 高品格、浜田寅彦、執行佐智子、中井啓輔、柿沼大介、三谷俊夫、永恵春芳、大林直樹、小沢忠臣、伊藤健、松島真一、三沢もと子、竹井亮介 |
| 第306話 | 6月9日         | ある決意               | 畑嶺明                     | 竹林進   | 矢島明子：木村理恵 三好恵子：香野百合子 飯山弘章／陶隆司、加藤茂雄 三上剛、鈴木実、伊奈貫太 |
| 第307話 | 6月16日        | 反転                   | 小川英 中村勝行            | 木下亮   | 伊東辰夫、奈美悦子、有馬昌彦、池田鴻、堀美奈子、福井友信、立花一男、堀切孝悦、堀越大史、松尾文人、三浦伸、芳賀順平、三上剛、マエダ・オートクラブ |
| 第308話 | 6月23日        | 新しき家族             | 小川英 杉村のぼる          | 木下亮   | 矢島明子：木村理恵 高田加代子：千野弘美、田中明夫 加藤和夫、金井進二、立花房子、藤瀬雅子 阿藤海、相原巨典、岡崎ひとみ、山口譲 山村隆：小椋基広、佐野光洋、川島崇文、鶴田勝美、山野雄二 |
| 第309話 | 6月30日        | 危険な時期             | 小川英 柏原寛司            | 櫻井一孝 | 柴田たき：菅井きん、矢島明子：木村理恵 佐藤仁哉 多田幸男、久木念／久米冬太、相沢治夫 渡辺巌、だるま二郎、篠田薫、竹内靖／広瀬すみ、鹿島信哉 吉中正一、伊奈貫太、甲斐武、大貫行雄／酒井修、栗原敏 |
| 第310話 | 7月7日         | 再会                   | 長野洋                     | 櫻井一孝 | 矢島明子：木村理恵 岩崎道代：武原英子 潮哲也 小林かおり、津野哲郎 星一、渡辺めい子、手塚敏夫 |
| 第311話 | 7月14日        | ある運命               | 小川英 畑嶺明              | 竹林進   | 矢島明子：木村理恵 三好恵子：香野百合子 清水綋治 磯村千花子、前沢迪雄、木下ゆず子／伊海田弘、白河澄子 根本好章、大矢兼臣、根岸加代子、岡本洋子／二又一成、小林潤史、マエダ・オートクラブ |
| 第312話 | 7月21日        | 凶器                   | 長野洋                     | 竹林進   | 矢吹二朗、佐々木孝丸、稲葉義男、桐原史雄、村上幹夫、丹羽たかね、デビット・フリードマン、加藤恒喜、門脇三郎、那須のり子 |
| 第313話 | 7月28日        | 真夏の悪夢             | 桃井章                     | 木下亮   | 矢島明子：木村理恵、野崎康江：西朱実 早瀬久美子 久富惟晴、広瀬昌助、檜よしえ 山本聰、江角英明、兼松隆、井上三千男 野見山夏子、竹田光裕、石光豊、久本昇、永野明彦、荒瀬寛樹 |
| 第314話 | 8月4日         | 拝啓ロッキー刑事様     | 小川英 柏倉敏之            | 木下亮   | 立枝歩、矢吹渡、中村ブン、皆川明男、佐藤晴通、久遠利三、入江正徳、山本梢、宮田光、酒井郷博、山本恵子 |
| 第315話 | 8月11日        | ライバル               | 中村勝行                   | 竹林進   | 綿引洪、阪脩、真木恭介、阿部六郎、幸田宗丸、久保晶、田村貫、関口篤、三上剛、吉川震、芳賀順平、深野秀文 |
| 第316話 | 8月18日        | ある人生               | 小川英 畑嶺明              | 竹林進   | 矢島明子：木村理恵 三好恵子：香野百合子 三浦真弓 角野卓造、佐々木一哲、高橋信子、長島隆一 小笠原弘、根本好章、篠原大作、桑原一人、西屋東／高山しげみ、中里綾子 |
| 第317話 | 8月25日        | 殺人者に時効はない     | 小川英 杉村のぼる          | 小澤啓一 | 井上孝雄、早川保、井上博一、野村昭子、清水理絵、影山英俊、堀切孝悦、高松政雄、岸本功、山口譲、山本恵子、門脇三郎、マエダ・オートクラブ |
| 第318話 | 9月1日         | カレーライス           | 小川英 四十物光男 櫻井一孝 | 小澤啓一 | 早瀬令子：長谷直美 矢島明子：木村理恵 溝口舜亮、沢井桃子、伊東平山 高橋英三郎、吾桐芳雄、小原秀明、紺あきこ 広瀬すみ、入江正徳、穴原正義、篠田薫、佐野光洋／マエダ・オートクラブ |
| 第319話 | 9月8日         | 年上の女               | 小川英 大山のぶ代          | 木下亮   | 丘みつ子、中尾彬、相沢治夫、小島孝夫、小倉雄三、館野玲、清水美子、丸山詠二、佐藤淳一、田内秀、横尾三郎、小寺大介、マエダ・オートクラブ |
| 第320話 | 9月15日        | 翔べないカナリヤ       | 小川英 塩田千種            | 木下亮   | 米倉斉加年、土部歩、西沢正、邦創典、宮口精二、今福正雄、橋爪功、信沢三恵子、上恭之介、由起艶子、山本廉、みずのこうさく、永田博文、小島八重子、小坂生男、星野晃、山本恵理子、小山勤、井上由起夫、マエダ・オートクラブ |
| 第321話 | 9月22日        | 朝顔                   | 長野洋                     | 児玉進   | 矢島明子：木村理恵 岡田嘉子 石田信之、高田加代子：千野弘美 町田博子、牧野真理子、八木光生 増岡弘、西尾徳、今西正男、宮田光／市川千恵子、山村隆：小椋基広、マエダ・オートクラブ |
| 第322話 | 9月29日        | 誤射                   | 小川英 うどふみこ          | 児玉進   | 矢島明子：木村理恵、野崎康江：西朱実 結城しのぶ、金子研三、信実恭介 横森久、坂口芳貞、大浜詩郎、柳沢紀男 渡辺啓子、中村保、大槻悦朗、相原巨典、稲川善一 記平佳枝、東静子、川口節子、三沢もとこ、山口三恵子／豊田温資、久本昇、マエダ・オートクラブ |
| 第323話 | 10月6日        | 愛は何処へ             | 小川英 四十物光男          | 竹林進   | 清水健太郎/純アリス、矢野宣、保積ペペ、川代家継、岡本牧子、岩田博行、桑代三宝子/久遠利三（第323話）、大山豊（第323話）、町田幸夫（第323話）、伊藤千江子（第323話）、山田登是（第323話）、宮沢芳春（第323話）、金井大（第324話）、関川慎二（第324話）、伊庭隆、檀喧太、山下真司（第324話）、井上三千男（第324話）、相沢治夫（第324話）、伊藤千江子（第324話）、吉中正一（第324話） |
| 第324話 | 10月13日       | 愛よさらば             | 小川英 四十物光男          | 竹林進   | 清水健太郎/純アリス、矢野宣、保積ペペ、川代家継、岡本牧子、岩田博行、桑代三宝子/久遠利三（第323話）、大山豊（第323話）、町田幸夫（第323話）、伊藤千江子（第323話）、山田登是（第323話）、宮沢芳春（第323話）、金井大（第324話）、関川慎二（第324話）、伊庭隆、檀喧太、山下真司（第324話）、井上三千男（第324話）、相沢治夫（第324話）、伊藤千江子（第324話）、吉中正一（第324話） |
| 第325話 | 10月20日       | 波止場                 | 小川英 中村勝行            | 木下亮   | 松原直子：友直子 田中真理 佐々木剛、久米明、金井進二、和田一壮 片山晃、新井一夫、伊奈貫太、藤田健之、森国明 |
| 第326話 | 10月27日       | 捜査                   | 長野洋 小川英              | 木下亮   | 松原直子：友直子／野崎康江：西朱実、野崎俊一：石垣恵三郎 早川保、望月太郎 原田清人、小林尚臣、福井友信 前沢迪夫、藤井つとむ、増岡弘 和久井節緒、酒井郷博、水橋和夫、小坂生男 |
| 第327話 | 11月3日        | 爆弾                   | 畑嶺明                     | 櫻井一孝 | 青木卓、三浦伸、山田禅二、猪野剛太郎、小寺大介、鈴木実、加藤みはる |
| 第328話 | 11月10日       | 待ち合わせ             | 塩田千種                   | 櫻井一孝 | 荒木道子、志賀勝、片桐竜次、磯村健治、椎谷建治、伊達弘、藤瀬雅子、櫛田純男、橋本幸子、篠田薫、津賀有子、鈴木俊彦、大矢兼臣、江藤純一、野上祥、西屋東、マエダ・オートクラブ |
| 第329話 | 11月17日       | タイムリミット         | 長野洋                     | 小澤啓一 | 早瀬令子：長谷直美 松原直子：友直子 寺田農 安部徹 田島令子、武内亨／水城蘭子、蟹江敬三 中田博久、水村泰三、太田英未、市川千恵子、丸山詠二／マエダ・オートクラブ |
| 第330話 | 11月24日       | 天使の微笑み           | 塩田千種 小川英            | 小澤啓一 | 藤巻潤/富山真沙子、千葉裕子、沖田駿一、鳥井助國、矢野間啓二、渡辺啓子、高橋信子、入江正徳、原田康秀、島村卓志、渡辺恵美子、大槻悦朗、門間秀夫、マエダ・オートクラブ |
| 第331話 | 12月1日        | 新曲                   | 小川英 四十物光男          | 木下亮   | 清水章吾、小杉勇二、立花一男、菊池勇一、山本廉、三上剛、角谷美佐子、和甲拓、竹内靖、山本恵子、村岡のりこ、マエダ・オートクラブ |
| 第332話 | 12月8日        | 冬の訪問者             | 小川英 杉村のぼる          | 木下亮   | 松原直子：友直子 石塚幸吉：下条正巳 八木昌子、剛達人、宗近晴見、田島義文 吉良冬太、神戸泰子、久本昇、小山友成 石崎洋光、星野晃、西内彰、花城隆、大島光幸／マエダ・オートクラブ |
| 第333話 | 12月15日       | 刑事の約束             | 長野洋                     | 澤田幸弘 | 松原直子：友直子 高田加代子：千野弘美 椎谷建治、堀礼文、壇喧太 和田啓、山村隆：小椋基広、上田耕一、松尾文人／マエダ・オートクラブ |
| 第334話 | 12月22日       | 窓                     | 桃井章                     | 澤田幸弘 | 三崎千恵子/野瀬哲男、武内文平、清水圭一郎、渡辺知子、塚本恭子、新城美奈子、大谷麻知子、荻野まゆみ、若尾義昭、松田茂樹、佐々木正光、野口貴史、岸本功、マエダ・オートクラブ |
| 第335話 | 12月29日       | ある結末               | 小川英 畑嶺明              | 高瀬昌弘 | 松原直子：友直子 三好恵子：香野百合子 山本耕一 田中明夫、倉野章子 北川陽一郎、磯村千花子、川島一平、由起艶子、直木悠／松島暘子、小島孝夫、マエダ・オートクラブ |